# ザ・モップス
モップス（The Mops）は、かつて存在した日本のグループ・サウンズ、ロックバンドである。日本のサイケデリック・ロックにおける草分け的存在として知られる。

## メンバー
| 名前                             | 生年月日                                | 担当                 | 備考                                                                                         |
| -------------------------------- | --------------------------------------- | -------------------- | -------------------------------------------------------------------------------------------- |
| 鈴木ヒロミツ （すずき ひろみつ） | 1946年6月21日 - 2007年3月14日（60歳没） | リード・ヴォーカル   | 解散後、歌手、ラジオパーソナリティ、タレント、俳優として活動。                               |
| 星勝 （ほし かつ）               | 1948年8月19日（76歳）                   | ギター ヴォーカル    | 解散後、音楽プロデューサーやアレンジャーとして活動。                                         |
| 三幸太郎 （みゆき たろう）       | 1950年2月13日 - 2021年7月??日           | リズムギター →ベース | 当初はリズムギターだったが、村上の脱退によりベースへ転向。                                   |
| スズキ幹治 （すずき みきはる）   | 1948年3月26日（77歳）                   | ドラムス             | 鈴木ヒロミツの弟。解散後、音楽プロデューサー鈴木ミキハルとして、浜田省吾などをプロデュース。 |

### 元メンバー
| 名前                       | 生年月日              | 担当   | 備考           |
| -------------------------- | --------------------- | ------ | -------------- |
| 村上薫 （むらかみ かおる） | 1948年6月28日（77歳） | ベース | 1969年に脱退。 |

## 来歴

### デビューまで
1966年、埼玉県で星、三幸、村上、スズキ幹治の四人によりインストゥルメンタルバンド「チェックメイツ」として結成。そこへスズキ幹治の実兄である鈴木ヒロミツがヴォーカリストとして加わり、五人組バンドとして本格的な活動が開始された。アニマルズのエリック・バードンに心酔する鈴木ヒロミツの“黒っぽいロック“（ブルース・ロック）を指向する。バンド名の由来や理由に「（メンバーの）頭髪がモップみたいだった」、「人々の心を音楽でモップのように綺麗にしてあげたい」などと、鈴木ヒロミツは後年説明している。
都内のゴーゴー喫茶などで活動中にスカウトされ、1967年にホリプロと契約。同年11月、日本ビクターよりシングル「朝まで待てない/ブラインド・バード」でデビュー。いわゆるアイドル的人気のグループサウンズ（GS）とは異なり、主としてジャズ喫茶、米軍キャンプなどでの演奏で活動。
デビューに際しては「日本最初のサイケデリック・サウンド」を標榜したが、これは1967年夏、アメリカ旅行でサイケデリック・ムーヴメントを目の当たりにしたホリプロ社長・堀威夫の発案を、メンバーが受け入れてのものだった。統一したユニホームでジャズ喫茶、プールやデパート屋上で演奏したり、スーツ着用でナイトクラブでの営業をする機会が多かった当時のグループサウンズ中堅グループの中では異色異端で、アングラ（風俗）ヒッピーを意識した各人ばらばらの奇抜な衣装を着用。ドラムセットを客席に対して横向きにし、ステージには楽器を縦並びに置き目隠しをして演奏したりした。サイケデリック・パーティーの開催では報道陣を招きLSDパーティを挙行し、日本に輸入されて間もない装置を使ったライト・ショーなど、サイケのイメージを徹底して演出した。また、1968年4月には、現代音楽の一柳慧の公演に加わるなど、前衛芸術的な活動を繰り広げている。しかし1968年の暮れには日本でのサイケデリック・ムーヴメントも退潮を迎え、モップスも本来のシンプルなR&B、ロックンロール志向に回帰する。

### レコード会社移籍
1968年、アルバムの選曲において所属レコード会社のビクターから「アイドルのモンキーズのカバー曲をやれ」と言われたが、断固として「アニマルズやゼムをやりたい」と譲らず対立。この日本ビクターと紛糾した事情はプロダクションの意向が大きく作用した。日本ビクターとして、モップス、ザ・ダイナマイツ、ザ・サニー・ファイブら所属プロダクションがそれぞれ異なる3組を同時デビューで送り出した。従来大手レコード会社が歌謡曲等で一枚のシングル盤を発売する際には歌手、演奏者、作詞・楽曲作者という職分に分業制が敷かれていた。分業から楽曲はレコード会社専属か契約の作詞作曲家だけが曲を提供する不文律の社内「協定」が存在した。日本コロムビアではある専属楽曲作者と周辺から、ペンネーム弾厚作で自作曲を作り自分で演奏に参加して発売した加山雄三をこの「協定」破りとして問題視し、加山とは俳優の専属契約をする映画会社東宝が問題仲裁に入り、新興企業で協定が曖昧な東芝音工に再度の移籍を余儀なくされた。レコード会社ではグループサウンズなど自作曲を歌うアーティストの扱いにはこの協定が通用しない国内契約外の提携する配給海外レーベル・ブランドその傘下から発売し問題回避に努め、日本ビクターではザ・スパイダース、森山良子などをフィリップス・レコードから発売、この日本ビクター・ブランドによるダイナマイツ、サニー・ファイブ、オックスの場合、レーベルが契約する橋本淳ら作詞・作曲家の楽曲、洋楽カバー曲、グループの自作曲を混在させ（別途のスプリット盤やアルバムLP盤契約、ここから一枚のシングル盤を発売する「シングルカット」も理由付けにした）協定妥協策に従う一方、モップスは加えて営業戦略や企画案をプロダクション主導で、作詞家はプロダクション側後押し外部から新人でオフィス・トゥー・ワンに所属する阿久悠を起用など、日本ビクター側の意向が通り難い存在だった。事務所の合併でホリプロ所属になったオックスは「協定」下デビューし、のちには営業上の成果をあげ良好な折り合いをつけた。
こうした経緯からビクターから契約解除におかれて解雇され、東芝音楽工業に移籍した。1969年には、プロ活動の先行き不安を理由にベース担当の村上が脱退。メンバーの補充はせずに三幸の担当をそれまでのリズム・ギターからベース・ギターへ変えて四人のまま活動を続け、東芝傘下のエクスプレスから「眠り給えイエス」（1969）をリリース。1970年に入り日本のロック草創期、いわゆる「ニュー・ロック」のバンドの1つとして活動し、「御意見無用」（1971）、ヒット曲「月光仮面」(同)などを発表。
1972年には吉田拓郎が手がけた「たどりついたらいつも雨ふり」がラジオでさかんにオンエアされ、若者に支持された。また、星勝はグループ在籍中から編曲家・作曲家としても活動し、ザ・ピーナッツなどの良質な和製ポップスや、井上陽水らフォーク勢に楽曲を提供し、ヒットさせた。しかし歌謡曲とフォークブームに追いやられたロック音楽でのバンド活動の限界により、それぞれの活路を求めて1974年5月に解散。アルバム『EXIT』が同年7月に発売された。

### 解散後
その後、鈴木ヒロミツは俳優やタレントとして活動。星勝は前述に加えテレビ番組などの音楽を担当。1974年10月放映のドラマ『夜明けの刑事』では鈴木ヒロミツが出演者、星勝は音楽担当として「再会」している。鈴木幹治はモップス解散直後から、愛奴とソロ活動に移行した浜田省吾を支えた。三幸太郎は一時期井上陽水のバックバンドに参加（「東京ワシントンクラブ」に当時の音源が収録）したのちマネージメント業に転じて活動していたが2011年頃から音楽活動を再開し、三幸太朗Badboys&girlsとして演奏活動を行っている。
1980年代以降、サイケデリック期の楽曲については、欧米のガレージ・ロックファンから評価されるようになった。「ブラインド・バード」などの楽曲は複数の海賊盤コンピレーションに収録され、アメリカでは1stアルバム「サイケデリック・サウンド・イン・ジャパン」が何百ドルというプレミアつきで販売されていたという（1994年当時）。

## 逸話
ヒット曲「月光仮面」は、元々ジャズ喫茶のライヴで演奏するレパートリーのひとつだった。1969年にはブルース(実際はブルース・ロック)が流行し、ゴールデン・カップスなども取り上げていたが一般には新奇で、ジョン・メイオールのカバー演奏などを元々得意にしていたモップスが、耳馴染みの無い観客へ「ブルース」を説明するため「月光仮面」をモチーフにアレンジしたのが始まり。やがてリクエストに応え「月光仮面」をタンゴ風、ロックン・ロール風・・・、と演奏するうち、星勝がリード・ヴォーカルを取り鈴木ヒロミツがMCを挟むコミカルなブルース・ロック的作風が評判になりレコード化される。グループサウンズ（GS）ブーム後期で、欧米ロックを追求したモップスは、鈴木ヒロミツと星勝の個性に負う部分が大きく、アルバム『サイケデリック・サウンド・イン・ジャパン』は、事務所社長・堀威夫の意表作為を超えていた。その後も阿波踊りを取り入れたハード・ロック・チューン「御意見無用」等、高い音楽性を誇ったが、一方「月光仮面」はバンドの知名度を高めつつも、コミックバンドのイメージが付き纏う結果となった。
世界的なガレージロック・コンピレーションアルバム「Nuggets」シリーズの「ナゲッツII:オリジナル・アーティファクツ・フロム・ザ・ブリティッシュ・エンパイア・アンド・ビヨンド、1964-1969[Disc4]」の5曲目に、ザ・モップスの「アイ・アム・ジャスト・ア・モップス」が収録されている。
モップスは、後年国内ではグループ・サウンズ、海外からはサイケデリック・ロック、ガレージ・ロックの分野から再評価された。しかし、70年代初期において「日本のロック・バンド」として重要な存在だったという点は、歴史上現在も見過されたまま経過している。

## ディスコグラフィー

### シングル
| 枚                     | 発売日         | タイトル                                           | 収録曲 | 規格品番     |
| 日本ビクター           | 日本ビクター   | 日本ビクター                                       | 日本ビクター | 日本ビクター |
| ---------------------- | -------------- | -------------------------------------------------- | --- | ------------ |
| 1st                    | 1967年11月10日 | 朝まで待てない                                     | 1. 朝まで待てない 作詞：阿久悠 作曲：村井邦彦 編曲：村井邦彦 - 東芝で制作したベスト・アルバム用に再録された（日本ビクター音源が使用出来なかったため）。 - 小山卓治(1983年発売のアルバム「NG!」に収録)や近田春夫&ハルヲフォンにカバーされた（1994年発売のアルバム『「ハルヲフォン・メモリアル』に収録） 2. ブラインド・バード 作詞：阿久悠 作曲：村井邦彦 編曲：村井邦彦 - 歌詞に放送禁止用語が含まれているために、最初のアルバム『サイケデリック・サウンド・イン・ジャパン』は、1978年の装丁変更の再発版で途絶え2014年、"初のCD完全復刻版"という名目のもと36年の時を経て正規再発された。 - 日本国内で再発売が見送られた期間には海外でモップスの代表曲とされ、80年代半ば以降に海外から出たグループ・サウンド・コンピレーション(ブートレグ)では"Please_Kill_Me"として収録、違法ながら逆輸入された時期もあった。 | VP-1         |
| 2nd                    | 1968年3月5日   | ベラよ急げ                                         | 1. ベラよ急げ 作詞：阿久悠 作曲：大野克夫 編曲：ザ・モップス - シタール伴奏は日本のボサノヴァ草分けで、ジャズ・ギタリストの伊勢昌之 2. 消えない想い 作詞：阿久悠 作曲：村井邦彦 編曲：村井邦彦 | VP-5         |
| 3rd                    | 1968年8月5日   | お前のすべてを                                     | 1. お前のすべてを 作詞：阿久悠 作曲：村井邦彦 編曲：村井邦彦 2. 熱くなれない 作詞：阿久悠 作曲：村井邦彦 編曲：村井邦彦 | VP-10        |
| 東芝音楽工業 / EXPRESS |                |                                                    | |              |
| 4th                    | 1969年11月10日 | 眠り給えイエス                                     | 1. 眠り給えイエス 作詞：いまいずみあきら 作曲：郷伍郎 編曲：クニ河内 2. 週末の喪章 作詞：いまいずみあきら 作曲：郷伍郎br/>編曲：クニ河内 | EP-1190      |
| 東芝音楽工業 / LIBERTY |                |                                                    | |              |
| 5th                    | 1970年5月5日   | ジェニ・ジェニ'70                                  | 1. ジェニ・ジェニ'70 作詞：Richard Penniman, Enotris Johnson 作曲：Richard Penniman, Enotris Johnson 編曲：モップス 2. パーティシペイション(参加) 作詞：ロビー和田 作曲：モップス 編曲：モップス | LP-1203      |
| 6th                    | 1970年8月25日  | 朝日のあたる家                                     | 1. 朝日のあたる家 作詞：Alan Price 作曲：Alan Price 編曲：モップス 2. ボディー・アンド・ソウル 作詞：スズキ・ミキハル 作曲：星勝 編曲：モップス | LP-1206      |
| 7th                    | 1971年1月25日  | 御意見無用                                         | 1. 御意見無用 作詞：鈴木ヒロミツ 作曲：星勝 編曲：星勝 2. アローン 作詞：鈴木ヒロミツ 作曲：星勝 編曲：星勝 | LP-1219      |
| 8th                    | 1971年3月25日  | 月光仮面                                           | 1. 月光仮面 作詞：川内康範 作曲：星勝 編曲：モップス 2. アジャ 作詞：鈴木ミキハル 作曲：星勝 編曲：モップス | LTP-2417     |
| 9th                    | 1971年9月25日  | 森の石松                                           | 1. 森の石松 作詞：鈴木博三 作曲：星勝 編曲：モップス 2. まるで女の様に 作詞：スズキ・ミキハル 作曲：星勝 編曲：モップス | LTP-2531     |
| 10th                   | 1972年2月5日   | なむまいだあ─河内音頭より─                         | 1. なむまいだあ─河内音頭より─ 作詞：松原敏春 作曲：星勝 編曲：モップス 2. サンド・バッグの木 作詞：喰始 作曲：星勝 編曲：モップス | LTP-2603     |
| 11th                   | 1972年5月5日   | 雨                                                 | 1. 雨 作詞：森田純一 作曲：菅節和 編曲：モップス 2. 迷子列車 作詞：R・和田 訳詞：喰始 作曲：モップス 編曲：モップス - 英語詩曲「パーティシペイション(参加)」を日本語詩（翻訳ではない）で歌いなおしたもの。 | LTP-2666     |
| 12th                   | 1972年7月5日   | たどりついたらいつも雨ふり                         | 1. たどりついたらいつも雨ふり 作詞：吉田拓郎 作曲：吉田拓郎 編曲：モップス 2. くるまとんぼ・アンドロメダ 作詞：及川恒平 作曲：小室等 編曲：モップス | LTP-2695     |
| 13th                   | 1972年11月20日 | フーズ・フー・イン・マイ・ライフタイム〜人生の香り | 1. フーズ・フー・イン・マイ・ライフタイム〜人生の香り (日本語盤) 作詞：多木比佐夫 作曲：星勝 編曲：星勝 2. フーズ・フー・イン・マイ・ライフタイム〜人生の香り (英語盤) 作詞：多木比佐夫 作曲：星勝 編曲：星勝 | LTP-2761     |
| 14th                   | 1972年12月20日 | 御用牙                                             | 1. 御用牙 作詞：小池一夫 作曲：星勝 編曲：モップス 2. 御用牙 (“牙”のテーマ) 作詞：小池一夫 作曲：星勝 編曲：モップス | LTP-2783     |
| 15th                   | 1973年1月3日   | 気楽に行こう                                       | 1. すずき・ひろみつの気楽に行こう 作詞：マイク眞木 作曲：マイク眞木 編曲：星勝 2. オー・ダーリン! 作詞：スズキ・ミキハル 作曲：星勝 編曲：星勝 | LTP-2784     |
| 16th                   | 1973年3月5日   | 晴れ時々にわか雨                                   | 1. 晴れ時々にわか雨 作詞：阿久悠 作曲：星勝 編曲：モップス 2. 俺らの追分 作詞：阿久悠 作曲：星勝 編曲：モップス | LTP-2784     |
| 東芝EMI / LIBERTY      |                |                                                    | |              |
| 17th                   | 1973年12月1日  | あかずの踏切り                                     | 1. あかずの踏切り 作詞：井上陽水 作曲：星勝 編曲：モップス 2. 生まれた時から王様だった 作詞：鈴木博三 作曲：星勝 編曲：モップス | LTP-2950     |

### アルバム

#### オリジナルアルバム
| 枚                     | 発売日         | タイトル                                 | 備考                                                                       | 規格品番     |
| 日本ビクター           | 日本ビクター   | 日本ビクター                             | 日本ビクター                                                               | 日本ビクター |
| ---------------------- | -------------- | ---------------------------------------- | -------------------------------------------------------------------------- | ------------ |
| 1st                    | 1968年4月      | サイケデリック・サウンド・イン・ジャパン | 1978年に装丁変更で再発売(「あの日の若者ザ・モップス・デビュー・アルバム」) | SJX-8541     |
| 1st                    | 1996年12月25日 | サイケデリック・サウンド・イン・ジャパン | 「ブラインド・バード」省略。                                               | PLP-7727     |
| 1st                    | 2014年4月30日  | サイケデリック・サウンド・イン・ジャパン | 「ブラインド・バード」を含む14曲収録。                                     | VICL-64159   |
| 東芝音楽工業 / LIBERTY |                |                                          |                                                                            |              |
| 2nd                    | 1970年6月5日   | ロックンロール'70                        |                                                                            | LPC-8018     |
| 3rd                    | 1971年5月5日   | 御意見無用(いいじゃないか)               |                                                                            | LTP-9025     |
| 4th                    | 1972年5月5日   | 雨/モップス'72                           |                                                                            | LTP-9055     |
| 5th                    | 1972年7月5日   | モップスと16人の仲間                     |                                                                            | LTP-9059     |

#### ベストアルバム
| 枚                         | 発売日                 | タイトル                                               | 備考                                   | 規格品番               |
| 東芝音楽工業 / LIBERTY     | 東芝音楽工業 / LIBERTY | 東芝音楽工業 / LIBERTY                                 | 東芝音楽工業 / LIBERTY                 | 東芝音楽工業 / LIBERTY |
| -------------------------- | ---------------------- | ------------------------------------------------------ | -------------------------------------- | ---------------------- |
| 1st                        | 1973年6月5日           | モップス1969〜1973                                     |                                        | LTP-9076               |
| 2nd                        | 1973年10月25日         | ラブ・ジェネレーション／モップス・ゴールデン・ディスク |                                        | LTP-7731～2            |
| 東芝EMI / LIBERTY          |                        |                                                        |                                        |                        |
| 3rd                        | 1975年                 | GS オリジナル・ストック5                               |                                        | LTP-60157              |
| ビクターエンタテインメント |                        |                                                        |                                        |                        |
| 4th                        | 1989年6月7日           | ザ・モップスVINTAGE COLLECTION                         | 「ブラインド・バード」は省かれている。 | VDR-28017              |
| 東芝EMI / EXPRESS          |                        |                                                        |                                        |                        |
| 5th                        | 1989年7月12日          | ビッグ・アーティスト・ベスト・コレクション モップス    |                                        | CT25-9036              |
| 6th                        | 2001年5月23日          | 2001 millennium+1 BEST                                 |                                        | TOCT-10759             |
| 7th                        | 2005年8月24日          | NEW BEST 1500 モップス                                 |                                        | TOCT-11055             |

#### ライヴアルバム
| 枚                | 発売日            | タイトル          | 備考                                                                                     | 規格品番          |
| 東芝EMI / EXPRESS | 東芝EMI / EXPRESS | 東芝EMI / EXPRESS | 東芝EMI / EXPRESS                                                                        | 東芝EMI / EXPRESS |
| ----------------- | ----------------- | ----------------- | ---------------------------------------------------------------------------------------- | ----------------- |
| 1st               | 1971年10月5日     | 雷舞              | 1971年7月11日、大阪・中ノ島公会堂でのライヴ実況盤。                                      | LTP-9043          |
| 2nd               | 1974年7月5日      | EXIT              | 解散公演の実況、1971年に解散したズー・ニー・ヴーの桐谷浩史（キーボード）が参加している。 | LTP-85014         |

### オムニバス
- ロックンロール・ジャム'70
- S.O.S.コンサート〜フォークとロックの大合同演奏会・渋谷公会堂における実況盤 (1971年4月・東芝音楽工業 ETP-7512～3) 2曲収録「ザ・タウン・ザット・アイ・ウォズ・ボーン」「御意見無用（いいじゃないか）」

### タイアップ曲
| 楽曲                           | タイアップ                                           | 収録作品                 |
| ------------------------------ | ---------------------------------------------------- | ------------------------ |
| 御用牙 (“牙”のテーマ)          | 勝プロ 東宝配給『御用牙 かみそり半蔵地獄責め』主題歌 | シングル「御用牙」       |
| すずき・ひろみつの気楽に行こう | モービル石油 CMソング                                | シングル「気楽に行こう」 |

## その他

### 映画出演
- こわしや甚六（1968年松竹）

「ベラよ急げ」とタイトル不曲の演奏シーン出演（映画用のオリジナル収録）、
- 女番長 野良猫ロック（1970年日活）

劇中にて「Participation （参加）」を演奏（レコード音源）。また、和田アキ子の「ボーイ・アンド・ガール」を伴奏。
- 斬り込み（1970年 日活）

劇中にて「アイ・アム・ジャスト・ア・モップス」を演奏。
- 野良猫ロック 暴走集団'71（1971年日活）

モップス役で出演。「御意見無用」をトラックの上で演奏（メンバーではない付き人の一人がパーカッションとして加わっているがレコード音源）。
- 悪の親衛隊（1971年東映）

モップス役で出演。

### ドラマ出演
- ザ・ガードマン（TBS・大映テレビ）第344話「煙突の上で無理心中したヌードの美女」（1971年）

劇中にて「森の石松」「御意見無用」を演奏。